# Робер Верне
Робе́р Верне́ (фр. Robert Vernay, справжнє ім'я — Робе́р Жорж Віандо́н (фр. Robert Georges Viandon); 30 травня 1907, Париж, Франція — 17 жовтня 1979, там же) — французький кінорежисер та сценарист.

## Біографія та кар'єра
Робер Верне починав професійну кар'єру як кіножурналіст видання «Cinémagazine» (1927—1928); згодом став працювати асистентом  та другим режисером у кількох режисерів, а з 1929 року — у Жульєна Дювів'є, який дав йому можливість ретельно вивчити своє ремесло. У 1932 році поставив свій перший фільм «Вічна пісня» (фр. L'éternelle chanson).
Найвідомішими режисерськими роботами Верне є дві екранізації роману Александра Дюма «Граф Монте-Крісто»: двосерійний фільм 1943 року з П'єром Рішаром-Вільмом у головній ролі та однойменний фільм 1954 року з Жаном Маре.
Серед інших різножанрових фільмів Робера Верне: «Батько Горіо» (1945) за Оноре де Бальзаком з П'єром Ренуаром у головній ролі, кінокомедія «Еміль африканський» (1947) з Фернанделем, фантастичний фільм «Фантомас проти Фантомаса» (1949) з Морісом Тейнаком у головній ролі, музична кіноадаптація оперетти Альберта Вільмеца та Реймона Вінсі «Андалузія» (1951) та ін.
Загалом за час своє кар'єри в кіно, яка тривала до середини 1960-х, років Верне поставив понад 30 фільмів як режисер та написав майже 20 кіносценаріїв, переважно до своїх фільмів. У 1960-х роках працював переважно на телебаченні.
Роберт Верне помер після його тривалої хвороби 17 жовтня 1979 року у своєму паризькому будинку.

## Особисте життя
Робер Верне був одружений з акторкою Франс Асселін, яка знялася у низці фільмів чоловіка.

## Фільмографія
| Рік  |     | Назва українською                   | Оригінальна назва                                    | Режисер | Сценарист |
| ---- | --- | ----------------------------------- | ---------------------------------------------------- | ------- | --------- |
| 1936 |     | Вічна пісня                         | L'éternelle chanson                                  | Так     |           |
| 1936 |     | Князь шести днів                    | Le prince des Six Jours                              | Так     |           |
| 1938 |     | Паризьке кафе                       | Café de Paris                                        |         | Так       |
| 1942 |     | Жінка, яку я кохав сильніше за усіх | La femme que j'ai le plus aimée                      | Так     |           |
| 1942 |     | Граф Монте-Крісто: Едмон Дантес     | Le comte de Monte Cristo, 1ère époque: Edmond Dantès | Так     |           |
| 1942 |     | Граф Монте-Крісто: Відплата         | Le comte de Monte Cristo, 2ème époque: Le châtiment  | Так     |           |
| 1943 |     | Арлетт і кохання                    | Arlette et l'amour                                   | Так     |           |
| 1945 |     | Батько Горіо                        | Le père Goriot                                       | Так     |           |
| 1946 |     | Капітан                             | Le capitan                                           | Так     | Так       |
| 1948 |     | Форт самотності                     | Fort de la solitude                                  | Так     |           |
| 1948 |     | Еміль африканський                  | Émile l'Africain                                     | Так     |           |
| 1949 |     | Фантомас проти Фантомаса            | Fantômas contre Fantômas                             | Так     | Так       |
| 1950 |     | Більше канікул для боже мій         | Plus de vacances pour le Bon Dieu                    | Так     | Так       |
| 1950 |     | Вероніка                            | Véronique                                            | Так     | Так       |
| 1951 |     | Андалузія                           | Andalousie                                           | Так     | Так       |
| 1952 |     | Вони знаходяться у виноградниках…   | Ils sont dans les vignes…                            | Так     |           |
| 1952 |     | Іди або повторюй                    | Quitte ou double                                     | Так     |           |
| 1953 |     | Граф Монте-Крісто                   | Le comte de Monte-Cristo                             | Так     | Так       |
| 1954 |     | На лаві                             | Sur le banc                                          | Так     |           |
| 1955 |     | Перші образи                        | La rue des bouches peintes                           | Так     | Так       |
| 1956 |     | Дивовижні канікули                  | Ces sacrées vacances                                 | Так     | Так       |
| 1956 |     | Морквина відварена                  | Les carottes sont cuites                             | Так     | Так       |
| 1956 |     | Світло вечора                       | Les lumières du soir                                 | Так     | Так       |
| 1957 |     | Тихий куточок                       | Le coin tranquille                                   | Так     | Так       |
| 1957 |     | Який дивовижний вечір               | Quelle sacrée soirée                                 | Так     |           |
| 1957 |     | Димчастий блондин                   | Fumée blonde                                         | Так     | Так       |
| 1958 |     | Пані та її машина                   | Madame et son auto                                   | Так     | Так       |
| 1958 |     | Дивні феномени                      | Drôles de phénomènes                                 | Так     | Так       |
| 1960 |     | Пан Судзукі                         | Monsieur Suzuki                                      | Так     | Так       |
| 1960 |     | Божевільна голова                   | Tête folle                                           | Так     |           |
| 1961 |     | Втеча від безвиході                 | Fuga desesperada                                     | Так     | Так       |
| 1962 | т/с | Інспектор Леклерк розслідує         | L'inspecteur Leclerc enquête                         | Так     |           |
| 1965 |     | Дипломатичний паспорт агента До-8   | Passeport diplomatique agent K 8                     | Так     |           |